# Maja van den Broecke
Pour les articles homonymes, voir Vandenbroek.
Maja van den Broecke, née le 16 juin 1956 à Amsterdam, est une actrice néerlandaise.

## Biographie
Dans les premières années de sa carrière, Maja van den Broecke orthographie son prénom Maya. Elle pose d'abord comme modèle pour des photos de nus artistiques. En 1993, elle acquiert une notoriété dans son pays natal pour son rôle de Josje dans la série télévisée Vrouwenvleuge. Au théâtre, elle joue, entre autres, Ophélie dans Hamlet (1997).
Sur le grand écran, Maja van den Broecke joué dans Springen de Jean-Pierre De Decker (1985) et dans Hector de Stijn Coninx (1987).
En 2002, elle joue en tant qu'invitée à la télévision américaine dans Girl in hyacint blue réalisé par Brent Shields (en).
En 2000, elle est une des participantes du programme de télévision Big Brother VIPS.
Elle travaille actuellement comme rédactrice chez AT5 pour le show télévisé de Frank Awick.

## Filmographie partielle
- 1987 : Hector de Stijn Coninx